# Aristobia umbrosa
Aristobia umbrosa là một loài bọ cánh cứng trong họ Cerambycidae.